# 2018年のアメリカンリーグチャンピオンシップシリーズ
2018年の野球において、メジャーリーグベースボール（MLB）のポストシーズンは10月2日に開幕した。アメリカンリーグの第49回リーグチャンピオンシップシリーズ（英語: 49th American League Championship Series、以下「リーグ優勝決定戦」と表記）は、13日から18日にかけて計5試合が開催された。その結果、ボストン・レッドソックス（東地区）がヒューストン・アストロズ（西地区）を4勝1敗で下し、5年ぶり14回目のリーグ優勝および13回目のワールドシリーズ進出を果たした。
両球団がポストシーズンで対戦するのは、前年の地区シリーズに次いで2年連続2度目。そのシリーズに敗れたレッドソックスは、アストロズのシーズンが終わらないうちから、同球団ベンチコーチだったアレックス・コーラを新監督に招聘した。コーラは今シリーズで古巣との対決を制し、監督としてチームをワールドシリーズ進出へ導いた史上初のプエルトリコ出身者となった。奇しくも今シリーズが決着した10月18日は、コーラ43歳の誕生日でもあった。シリーズMVPには、第2戦と第4戦でいずれも逆転・決勝の一打を放つなど、5試合で打率.200・2本塁打・9打点・OPS 1.067を記録したレッドソックスのジャッキー・ブラッドリー・ジュニアが選出された。このあとレッドソックスは、ワールドシリーズでもナショナルリーグ王者ロサンゼルス・ドジャースを4勝1敗で下し、5年ぶり9回目の優勝を成し遂げた。
今シリーズの冠スポンサーは、Google開発のバーチャルアシスタント "Google アシスタント" が務める。したがって大会名はアメリカンリーグチャンピオンシップシリーズ presented by the Google アシスタント（英語: American League Championship Series presented by the Google Assistant）となる。

## 両チームの2018年
10月8日にまずアストロズ（西地区優勝）が、そして9日にはレッドソックス（東地区優勝）が、それぞれ地区シリーズ突破を決めてリーグ優勝決定戦へ駒を進めた。
アストロズは前年のワールドシリーズを制したあと、主力野手の顔ぶれはほとんど変えず、先発ローテーションにはゲリット・コールを加えた。2018年は開幕から、ジャスティン・バーランダーやコールら5人で構成されたローテーションが安定した働きを見せる。前半戦で先発登板した投手が5人のみだったのはMLB全30球団中アストロズだけ、しかも先発投手の防御率・被打率・イニング消化数も全て1位だった。これが原動力となって、前半戦終了時には64勝35敗で地区首位に立ち、2位シアトル・マリナーズを5.0ゲーム差離した。7月31日のトレード期限までには打線の補強をし損ねたが、救援投手陣にはロベルト・オスナとライアン・プレスリーを、捕手には好守のマーティン・マルドナードを獲得した。後半戦に入るとマリナーズに代わってオークランド・アスレチックスが浮上し、6月24日時点で11.5に開いていたゲーム差が徐々に縮まって、8月18日には同率首位に並ぶ。しかしアストロズは逆転を許さず、最後はアスレチックスに6.0ゲーム差をつけて103勝59敗で地区2連覇を果たした。平均得点4.92はリーグ5位、防御率3.11はリーグ最高。前年の強みだった打線はホセ・アルトゥーベらの故障離脱により得点力を落としたものの、この年は先発投手4人が個人防御率でリーグ15位以内に入り、救援防御率もリーグ1位と投手力が際立っていた。地区シリーズではクリーブランド・インディアンスを3勝0敗で下した。
レッドソックスは前年の地区シリーズでアストロズに敗れると、そのアストロズでベンチコーチを務めていたアレックス・コーラを新監督に招聘し、本塁打数リーグ最少と長打力不足の打線にJ.D.マルティネスを加えた。しかしメディアの予想では、ニューヨーク・ヤンキースよりも下とする声が大多数を占めていた。こうしたなかでレッドソックスは、開幕戦で敗れたあと9連勝→1敗→8連勝で最初の19試合を17勝2敗とし、1920年のライブボール時代突入後5例目の高勝率でシーズンを始める。その後も勝利を積み重ねて地区優勝争いを優位に進め、前半戦終了時には68勝30敗として、2位ヤンキースに4.5ゲーム差をつけた。シーズン途中のトレードでスティーブ・ピアースやネイサン・イオバルディ、イアン・キンズラーを補強すると、8月2日からのヤンキースとの直接対決4連戦では初戦でピアースが3本塁打、第3戦でイオバルディが8回無失点の好投など新戦力の活躍もあって4連勝した。これでゲーム差を9.5まで広げてからは独走状態となって、最終的には108勝54敗で地区優勝のみならず30球団最高勝率、さらには球団118年の歴史上最高勝率も達成した。平均得点5.41はリーグ最高、防御率3.75はリーグ3位。マルティネスやムーキー・ベッツら中心選手の活躍に加えて、首脳陣と選手の間の雰囲気が前年から一転して良くなったことも、好成績の要因として挙げられる。地区シリーズではヤンキースを3勝1敗で下した。
リーグ優勝決定戦の第1・2・6・7戦を本拠地で開催できる "ホームフィールド・アドバンテージ" は、地区優勝球団どうしが対戦する場合はレギュラーシーズンの勝率がより高いほうの球団に、地区優勝球団とワイルドカード球団が対戦する場合は地区優勝球団に与えられる。したがって今シリーズでは、レッドソックスがアドバンテージを得る。この年のレギュラーシーズンでは両球団は7試合対戦し、アストロズが4勝3敗と勝ち越していた。

## ロースター
両チームの出場選手登録（ロースター）は以下の通り。
- 名前の横の★はこの年のオールスターゲームに選出された選手を、＃はレギュラーシーズン開幕後に入団した選手を示す。
- 年齢は今シリーズ開幕時点でのもの。

| ヒューストン・アストロズ | ヒューストン・アストロズ | ヒューストン・アストロズ | ヒューストン・アストロズ    | ヒューストン・アストロズ | ヒューストン・アストロズ | ヒューストン・アストロズ | ボストン・レッドソックス | ボストン・レッドソックス | ボストン・レッドソックス | ボストン・レッドソックス     | ボストン・レッドソックス | ボストン・レッドソックス | ボストン・レッドソックス |
| 守備位置                 | 背番号                   | 出身                     | 選手                        | 投                       | 打                       | 年齢                     | 守備位置                 | 背番号                   | 出身                     | 選手                         | 投                       | 打                       | 年齢                     |
| ------------------------ | ------------------------ | ------------------------ | --------------------------- | ------------------------ | ------------------------ | ------------------------ | ------------------------ | ------------------------ | ------------------------ | ---------------------------- | ------------------------ | ------------------------ | ------------------------ |
| 投手                     | 45                       | アメリカ合衆国の旗       | ゲリット・コール★           | 右                       | 右                       | 28                       | 投手                     | 32                       | アメリカ合衆国の旗       | マット・バーンズ             | 右                       | 右                       | 28                       |
| 投手                     | 63                       | アメリカ合衆国の旗       | ジョシュ・ジェームズ        | 右                       | 右                       | 25                       | 投手                     | 70                       | アメリカ合衆国の旗       | ライアン・ブレイジア         | 右                       | 右                       | 31                       |
| 投手                     | 60                       | アメリカ合衆国の旗       | ダラス・カイケル            | 左                       | 左                       | 30                       | 投手                     | 17                       | アメリカ合衆国の旗       | ネイサン・イオバルディ＃     | 右                       | 右                       | 28                       |
| 投手                     | 43                       | アメリカ合衆国の旗       | ランス・マッカラーズJr.     | 右                       | 左                       | 25                       | 投手                     | 37                       | アメリカ合衆国の旗       | ヒース・ヘンブリー           | 右                       | 右                       | 29                       |
| 投手                     | 31                       | アメリカ合衆国の旗       | コリン・マクヒュー          | 右                       | 右                       | 31                       | 投手                     | 56                       | アメリカ合衆国の旗       | ジョー・ケリー               | 右                       | 右                       | 30                       |
| 投手                     | 50                       | アメリカ合衆国の旗       | チャーリー・モートン★       | 右                       | 右                       | 34                       | 投手                     | 46                       | アメリカ合衆国の旗       | クレイグ・キンブレル★        | 右                       | 右                       | 30                       |
| 投手                     | 54                       | メキシコの旗             | ロベルト・オスナ＃          | 右                       | 右                       | 23                       | 投手                     | 22                       | アメリカ合衆国の旗       | リック・ポーセロ             | 右                       | 右                       | 29                       |
| 投手                     | 55                       | アメリカ合衆国の旗       | ライアン・プレスリー＃      | 右                       | 右                       | 29                       | 投手                     | 24                       | アメリカ合衆国の旗       | デビッド・プライス           | 左                       | 左                       | 33                       |
| 投手                     | 30                       | ベネズエラの旗           | ヘクター・ロンドン          | 右                       | 右                       | 30                       | 投手                     | 57                       | ベネズエラの旗           | エドゥアルド・ロドリゲス     | 左                       | 左                       | 25                       |
| 投手                     | 29                       | アメリカ合衆国の旗       | トニー・シップ              | 左                       | 左                       | 35                       | 投手                     | 41                       | アメリカ合衆国の旗       | クリス・セール★              | 左                       | 左                       | 29                       |
| 投手                     | 38                       | アメリカ合衆国の旗       | ジョー・スミス              | 右                       | 右                       | 34                       | 投手                     | 44                       | アメリカ合衆国の旗       | ブランドン・ワークマン       | 右                       | 右                       | 30                       |
| 投手                     | 35                       | アメリカ合衆国の旗       | ジャスティン・バーランダー★ | 右                       | 右                       | 35                       | 捕手                     | 3                        | ベネズエラの旗           | サンディ・レオン             | 右                       | 両                       | 29                       |
| 捕手                     | 15                       | プエルトリコの旗         | マーティン・マルドナード＃  | 右                       | 右                       | 32                       | 捕手                     | 23                       | アメリカ合衆国の旗       | ブレイク・スワイハート       | 右                       | 両                       | 26                       |
| 捕手                     | 16                       | アメリカ合衆国の旗       | ブライアン・マッキャン      | 右                       | 左                       | 34                       | 捕手                     | 7                        | プエルトリコの旗         | クリスチャン・バスケス       | 右                       | 右                       | 28                       |
| 内野手                   | 27                       | ベネズエラの旗           | ホセ・アルトゥーベ★         | 右                       | 右                       | 28                       | 内野手                   | 2                        | アルバの旗               | ザンダー・ボガーツ           | 右                       | 右                       | 26                       |
| 内野手                   | 2                        | アメリカ合衆国の旗       | アレックス・ブレグマン★     | 右                       | 右                       | 24                       | 内野手                   | 11                       | ドミニカ共和国の旗       | ラファエル・デバース         | 右                       | 左                       | 21                       |
| 内野手                   | 1                        | プエルトリコの旗         | カルロス・コレア            | 右                       | 右                       | 24                       | 内野手                   | 12                       | アメリカ合衆国の旗       | ブロック・ホルト             | 右                       | 左                       | 30                       |
| 内野手                   | 9                        | ベネズエラの旗           | マーウィン・ゴンザレス      | 右                       | 両                       | 29                       | 内野手                   | 5                        | アメリカ合衆国の旗       | イアン・キンズラー＃         | 右                       | 右                       | 36                       |
| 内野手                   | 10                       | キューバの旗             | ユリ・グリエル              | 右                       | 右                       | 34                       | 内野手                   | 18                       | アメリカ合衆国の旗       | ミッチ・モアランド★          | 左                       | 左                       | 33                       |
| 外野手                   | 18                       | アメリカ合衆国の旗       | トニー・ケンプ              | 右                       | 左                       | 26                       | 内野手                   | 36                       | ドミニカ共和国の旗       | エドゥアルド・ヌニェス       | 右                       | 右                       | 31                       |
| 外野手                   | 6                        | アメリカ合衆国の旗       | ジェイク・マリスニック      | 右                       | 右                       | 27                       | 内野手                   | 25                       | アメリカ合衆国の旗       | スティーブ・ピアース＃       | 右                       | 右                       | 35                       |
| 外野手                   | 22                       | アメリカ合衆国の旗       | ジョシュ・レディック        | 右                       | 左                       | 31                       | 外野手                   | 16                       | アメリカ合衆国の旗       | アンドリュー・ベニンテンディ | 左                       | 左                       | 24                       |
| 外野手                   | 4                        | アメリカ合衆国の旗       | ジョージ・スプリンガー★     | 右                       | 右                       | 29                       | 外野手                   | 50                       | アメリカ合衆国の旗       | ムーキー・ベッツ★            | 右                       | 右                       | 26                       |
| 指名打者                 | 11                       | アメリカ合衆国の旗       | エバン・ガティス            | 右                       | 右                       | 32                       | 外野手                   | 19                       | アメリカ合衆国の旗       | ジャッキー・ブラッドリーJr.  | 右                       | 左                       | 28                       |
| 指名打者                 | 13                       | アメリカ合衆国の旗       | タイラー・ホワイト          | 右                       | 右                       | 27                       | 外野手                   | 28                       | アメリカ合衆国の旗       | J.D.マルティネス★            | 右                       | 右                       | 31                       |

アストロズは地区シリーズのロースターから、投手をひとり増やすかたちで2選手を入れ替えた。外れたのは外野手のマイルズ・ストローと投手のウィル・ハリスで、加わったのはともに投手のヘクター・ロンドンとジョー・スミスである。チームは今シリーズへ向けて、投手を増やす方針を予め明かしていた。ストローは地区シリーズで第1戦・第2戦の2試合に代走として出場していたが、代走要員はジェイク・マリスニックやトニー・ケンプで賄えることから、今シリーズのロースターからは漏れた。投手ではハリスやロンドンのほか、ジョシュ・ジェームズらが当落線上にいた。この年のアストロズは球速95mph（約152.9km/h）以上の速球でストライクゾーン高めを突く投手を多く揃えており、今シリーズからロースター入りのロンドンや地区シリーズで登板機会なしのジェームズもそうした特徴に合致する。そして残り1枠には対戦相手の打線との相性を考慮し、地区シリーズではカーブやカッターを持ち味とするハリスを、リーグ優勝決定戦では右サイドスローのスミスを、それぞれロースター入りさせた。地区シリーズでのハリスの登板機会は第3戦、9点リードの9回裏に登板して1.0イニング1失点で試合を締めたのみだったが、ロースター入れ替えの判断にこの成績は影響していないと監督のA.J.ヒンチは述べている。これに対してレッドソックスのロースターは、地区シリーズ第1戦終了後に投手のスティーブン・ライトが怪我のためヒース・ヘンブリーと入れ替わったところから、今シリーズでも変更がない。
アストロズの内野手アレックス・ブレグマンとレッドソックスの捕手ブレイク・スワイハートは、ともにニューメキシコ州アルバカーキ育ちで、ティーンエイジャーの頃からお互いを知る仲だった。2011年春、当時高校生だったスワイハートをレッドソックスのスカウトが視察した際に、スワイハートの練習相手をブレグマンが務め、これがきっかけでレッドソックスはブレグマンへの関心を高めた。スワイハートは同年のドラフト1巡目・全体26位指名を受けてレッドソックスに入団、これに対しブレグマンは翌2012年のドラフト29巡目・全体901位でレッドソックスから指名されたがプロ入りせず、ルイジアナ州立大学へ進学した。のちにブレグマンはアストロズへ入団し、今シリーズではともにメジャーリーガーとして相まみえることとなった。9月にアストロズがマサチューセッツ州ボストンへ遠征した際にふたりは会食したが、今シリーズでは決着するまでそのような機会を持つつもりはないという。

## 開幕前の予想
CBSスポーツが自社の記者6人にどちらがシリーズを制するか予想させたところ、アストロズ勝利予想が5人に対しレッドソックス勝利予想がひとりという結果となった。『スポーツ・イラストレイテッド』も同様の企画を記者6人で実施し、CBSスポーツと同じくアストロズ支持が5人、レッドソックス支持がひとりとなった。

## 試合結果
2018年のアメリカンリーグ優勝決定戦は10月13日に開幕し、途中に移動日を挟んで6日間で5試合が行われた。日程・結果は以下の通り。
| 日付                                                     | 試合  | ビジター球団（先攻）     | スコア | ホーム球団（後攻）       | 開催球場               | 開催球場                                   |
| -------------------------------------------------------- | ----- | ------------------------ | ------ | ------------------------ | ---------------------- | ------------------------------------------ |
| 10月13日（土）                                           | 第1戦 | ヒューストン・アストロズ | 7－2   | ボストン・レッドソックス | フェンウェイ・パーク   | フェンウェイ・パークミニッツメイド・パーク |
| 10月14日（日）                                           | 第2戦 | ヒューストン・アストロズ | 5－7   | ボストン・レッドソックス | フェンウェイ・パーク   | フェンウェイ・パークミニッツメイド・パーク |
| 10月15日（月）                                           |       | 移動日                   | 移動日 | 移動日                   |                        | フェンウェイ・パークミニッツメイド・パーク |
| 10月16日（火）                                           | 第3戦 | ボストン・レッドソックス | 8－2   | ヒューストン・アストロズ | ミニッツメイド・パーク | フェンウェイ・パークミニッツメイド・パーク |
| 10月17日（水）                                           | 第4戦 | ボストン・レッドソックス | 8－6   | ヒューストン・アストロズ | ミニッツメイド・パーク | フェンウェイ・パークミニッツメイド・パーク |
| 10月18日（木）                                           | 第5戦 | ボストン・レッドソックス | 4－1   | ヒューストン・アストロズ | ミニッツメイド・パーク | フェンウェイ・パークミニッツメイド・パーク |
| 優勝：ボストン・レッドソックス（4勝1敗 / 5年ぶり14度目） |       |                          |        |                          |                        | フェンウェイ・パークミニッツメイド・パーク |

### 第1戦 10月13日
- フェンウェイ・パーク（マサチューセッツ州ボストン）

|                          | 1 | 2 | 3 | 4 | 5 | 6 | 7 | 8 | 9 | R | H | E |
| ------------------------ | - | - | - | - | - | - | - | - | - | - | - | - |
| ヒューストン・アストロズ | 0 | 2 | 0 | 0 | 0 | 1 | 0 | 0 | 4 | 7 | 5 | 1 |
| ボストン・レッドソックス | 0 | 0 | 0 | 0 | 2 | 0 | 0 | 0 | 0 | 2 | 3 | 1 |

1. 勝利：ジャスティン・バーランダー（1勝）
2. 敗戦：ジョー・ケリー（1敗）
3. 本塁打
HOU：ジョシュ・レディック1号ソロ、ユリ・グリエル1号3ラン
4. 審判
［球審］ジェームズ・ホイ
［塁審］一塁: ビック・カラパッツァ、二塁: ジョー・ウェスト、三塁: マーク・カールソン
［外審］左翼: クリス・グッチオーネ、右翼: マーク・ウェグナー
5. 試合開始時刻: 東部夏時間（UTC-4）午後8時10分  試合時間: 4時間3分  観客: 3万8007人  気温: 50°F（10°C）
詳細: MLB.com Gameday / ESPN.com / Baseball-Reference.com / Fangraphs

| ヒューストン・アストロズ | ヒューストン・アストロズ | ヒューストン・アストロズ | ヒューストン・アストロズ | ヒューストン・アストロズ | ボストン・レッドソックス | ボストン・レッドソックス | ボストン・レッドソックス | ボストン・レッドソックス | ボストン・レッドソックス                                                                                                   |
| ------------------------ | ------------------------ | ------------------------ | ------------------------ | --- | ------------------------ | ------------------------ | ------------------------ | ------------------------ | --- |
| 打順                     | 守備                     | 選手                     | 打席                     | J・バーランダーM・マルドナードY・グリエルJ・アルトゥーベA・ブレグマンC・コレアM・ゴンザレスG・スプリンガーJ・レディックT・ホワイト | 打順                     | 守備                     | 選手                     | 打席                     | C・セールS・レオンS・ピアースB・ホルトE・ヌニェスX・ボガーツA・ベニン · テンディJ・ブラッドリーJr.M・ベッツJ・マルティネス |
| 1                        | 中                       | G・スプリンガー          | 右                       | J・バーランダーM・マルドナードY・グリエルJ・アルトゥーベA・ブレグマンC・コレアM・ゴンザレスG・スプリンガーJ・レディックT・ホワイト | 1                        | 右                       | M・ベッツ                | 右                       | C・セールS・レオンS・ピアースB・ホルトE・ヌニェスX・ボガーツA・ベニン · テンディJ・ブラッドリーJr.M・ベッツJ・マルティネス |
| 2                        | 二                       | J・アルトゥーベ          | 右                       | J・バーランダーM・マルドナードY・グリエルJ・アルトゥーベA・ブレグマンC・コレアM・ゴンザレスG・スプリンガーJ・レディックT・ホワイト | 2                        | 左                       | A・ベニンテンディ        | 左                       | C・セールS・レオンS・ピアースB・ホルトE・ヌニェスX・ボガーツA・ベニン · テンディJ・ブラッドリーJr.M・ベッツJ・マルティネス |
| 3                        | 三                       | A・ブレグマン            | 右                       | J・バーランダーM・マルドナードY・グリエルJ・アルトゥーベA・ブレグマンC・コレアM・ゴンザレスG・スプリンガーJ・レディックT・ホワイト | 3                        | DH                       | J・マルティネス          | 右                       | C・セールS・レオンS・ピアースB・ホルトE・ヌニェスX・ボガーツA・ベニン · テンディJ・ブラッドリーJr.M・ベッツJ・マルティネス |
| 4                        | 一                       | Y・グリエル              | 右                       | J・バーランダーM・マルドナードY・グリエルJ・アルトゥーベA・ブレグマンC・コレアM・ゴンザレスG・スプリンガーJ・レディックT・ホワイト | 4                        | 遊                       | X・ボガーツ              | 右                       | C・セールS・レオンS・ピアースB・ホルトE・ヌニェスX・ボガーツA・ベニン · テンディJ・ブラッドリーJr.M・ベッツJ・マルティネス |
| 5                        | DH                       | T・ホワイト              | 右                       | J・バーランダーM・マルドナードY・グリエルJ・アルトゥーベA・ブレグマンC・コレアM・ゴンザレスG・スプリンガーJ・レディックT・ホワイト | 5                        | 一                       | S・ピアース              | 右                       | C・セールS・レオンS・ピアースB・ホルトE・ヌニェスX・ボガーツA・ベニン · テンディJ・ブラッドリーJr.M・ベッツJ・マルティネス |
| 6                        | 左                       | M・ゴンザレス            | 両                       | J・バーランダーM・マルドナードY・グリエルJ・アルトゥーベA・ブレグマンC・コレアM・ゴンザレスG・スプリンガーJ・レディックT・ホワイト | 6                        | 二                       | B・ホルト                | 左                       | C・セールS・レオンS・ピアースB・ホルトE・ヌニェスX・ボガーツA・ベニン · テンディJ・ブラッドリーJr.M・ベッツJ・マルティネス |
| 7                        | 遊                       | C・コレア                | 右                       | J・バーランダーM・マルドナードY・グリエルJ・アルトゥーベA・ブレグマンC・コレアM・ゴンザレスG・スプリンガーJ・レディックT・ホワイト | 7                        | 三                       | E・ヌニェス              | 右                       | C・セールS・レオンS・ピアースB・ホルトE・ヌニェスX・ボガーツA・ベニン · テンディJ・ブラッドリーJr.M・ベッツJ・マルティネス |
| 8                        | 捕                       | M・マルドナード          | 右                       | J・バーランダーM・マルドナードY・グリエルJ・アルトゥーベA・ブレグマンC・コレアM・ゴンザレスG・スプリンガーJ・レディックT・ホワイト | 8                        | 中                       | J・ブラッドリーJr.       | 左                       | C・セールS・レオンS・ピアースB・ホルトE・ヌニェスX・ボガーツA・ベニン · テンディJ・ブラッドリーJr.M・ベッツJ・マルティネス |
| 9                        | 右                       | J・レディック            | 左                       | J・バーランダーM・マルドナードY・グリエルJ・アルトゥーベA・ブレグマンC・コレアM・ゴンザレスG・スプリンガーJ・レディックT・ホワイト | 9                        | 捕                       | S・レオン                | 両                       | C・セールS・レオンS・ピアースB・ホルトE・ヌニェスX・ボガーツA・ベニン · テンディJ・ブラッドリーJr.M・ベッツJ・マルティネス |
| 先発投手                 | 先発投手                 | 先発投手                 | 投球                     | J・バーランダーM・マルドナードY・グリエルJ・アルトゥーベA・ブレグマンC・コレアM・ゴンザレスG・スプリンガーJ・レディックT・ホワイト | 先発投手                 | 先発投手                 | 先発投手                 | 投球                     | C・セールS・レオンS・ピアースB・ホルトE・ヌニェスX・ボガーツA・ベニン · テンディJ・ブラッドリーJr.M・ベッツJ・マルティネス |
| J・バーランダー          | J・バーランダー          | J・バーランダー          | 右                       | J・バーランダーM・マルドナードY・グリエルJ・アルトゥーベA・ブレグマンC・コレアM・ゴンザレスG・スプリンガーJ・レディックT・ホワイト | C・セール                | C・セール                | C・セール                | 左                       | C・セールS・レオンS・ピアースB・ホルトE・ヌニェスX・ボガーツA・ベニン · テンディJ・ブラッドリーJr.M・ベッツJ・マルティネス |

### 第2戦 10月14日
- フェンウェイ・パーク（マサチューセッツ州ボストン）

|                          | 1 | 2 | 3 | 4 | 5 | 6 | 7 | 8 | 9 | R | H | E |
| ------------------------ | - | - | - | - | - | - | - | - | - | - | - | - |
| ヒューストン・アストロズ | 0 | 2 | 2 | 0 | 0 | 0 | 0 | 0 | 1 | 5 | 7 | 1 |
| ボストン・レッドソックス | 2 | 0 | 3 | 0 | 0 | 0 | 1 | 1 | X | 7 | 9 | 0 |

1. 勝利：マット・バーンズ（1勝）
2. セーブ：クレイグ・キンブレル（1S）
3. 敗戦：ゲリット・コール（1敗）
4. 本塁打
HOU：マーウィン・ゴンザレス1号2ラン
5. 審判
［球審］ビック・カラパッツァ
［塁審］一塁: ジョー・ウェスト、二塁: マーク・カールソン、三塁: クリス・グッチオーネ
［外審］左翼: マーク・ウェグナー、右翼: ジェームズ・ホイ
6. 試合開始時刻: 東部夏時間（UTC-4）午後7時10分  試合時間: 3時間45分  観客: 3万7960人  気温: 55°F（12.8°C）
詳細: MLB.com Gameday / ESPN.com / Baseball-Reference.com / Fangraphs

| ヒューストン・アストロズ | ヒューストン・アストロズ | ヒューストン・アストロズ | ヒューストン・アストロズ | ヒューストン・アストロズ | ボストン・レッドソックス | ボストン・レッドソックス | ボストン・レッドソックス | ボストン・レッドソックス | ボストン・レッドソックス |
| ------------------------ | ------------------------ | ------------------------ | ------------------------ | --- | ------------------------ | ------------------------ | ------------------------ | ------------------------ | --- |
| 打順                     | 守備                     | 選手                     | 打席                     | G・コールM・マルドナードY・グリエルJ・アルトゥーベA・ブレグマンC・コレアM・ゴンザレスG・スプリンガーJ・レディックT・ホワイト | 打順                     | 守備                     | 選手                     | 打席                     | D・プライスC・バスケスS・ピアースI・キンズラーR・デバースX・ボガーツA・ベニン · テンディJ・ブラッドリーJr.M・ベッツJ・マルティネス |
| 1                        | 中                       | G・スプリンガー          | 右                       | G・コールM・マルドナードY・グリエルJ・アルトゥーベA・ブレグマンC・コレアM・ゴンザレスG・スプリンガーJ・レディックT・ホワイト | 1                        | 右                       | M・ベッツ                | 右                       | D・プライスC・バスケスS・ピアースI・キンズラーR・デバースX・ボガーツA・ベニン · テンディJ・ブラッドリーJr.M・ベッツJ・マルティネス |
| 2                        | 二                       | J・アルトゥーベ          | 右                       | G・コールM・マルドナードY・グリエルJ・アルトゥーベA・ブレグマンC・コレアM・ゴンザレスG・スプリンガーJ・レディックT・ホワイト | 2                        | 左                       | A・ベニンテンディ        | 左                       | D・プライスC・バスケスS・ピアースI・キンズラーR・デバースX・ボガーツA・ベニン · テンディJ・ブラッドリーJr.M・ベッツJ・マルティネス |
| 3                        | 三                       | A・ブレグマン            | 右                       | G・コールM・マルドナードY・グリエルJ・アルトゥーベA・ブレグマンC・コレアM・ゴンザレスG・スプリンガーJ・レディックT・ホワイト | 3                        | DH                       | J・マルティネス          | 右                       | D・プライスC・バスケスS・ピアースI・キンズラーR・デバースX・ボガーツA・ベニン · テンディJ・ブラッドリーJr.M・ベッツJ・マルティネス |
| 4                        | 一                       | Y・グリエル              | 右                       | G・コールM・マルドナードY・グリエルJ・アルトゥーベA・ブレグマンC・コレアM・ゴンザレスG・スプリンガーJ・レディックT・ホワイト | 4                        | 遊                       | X・ボガーツ              | 右                       | D・プライスC・バスケスS・ピアースI・キンズラーR・デバースX・ボガーツA・ベニン · テンディJ・ブラッドリーJr.M・ベッツJ・マルティネス |
| 5                        | DH                       | T・ホワイト              | 右                       | G・コールM・マルドナードY・グリエルJ・アルトゥーベA・ブレグマンC・コレアM・ゴンザレスG・スプリンガーJ・レディックT・ホワイト | 5                        | 一                       | S・ピアース              | 右                       | D・プライスC・バスケスS・ピアースI・キンズラーR・デバースX・ボガーツA・ベニン · テンディJ・ブラッドリーJr.M・ベッツJ・マルティネス |
| 6                        | 左                       | M・ゴンザレス            | 両                       | G・コールM・マルドナードY・グリエルJ・アルトゥーベA・ブレグマンC・コレアM・ゴンザレスG・スプリンガーJ・レディックT・ホワイト | 6                        | 三                       | R・デバース              | 左                       | D・プライスC・バスケスS・ピアースI・キンズラーR・デバースX・ボガーツA・ベニン · テンディJ・ブラッドリーJr.M・ベッツJ・マルティネス |
| 7                        | 遊                       | C・コレア                | 右                       | G・コールM・マルドナードY・グリエルJ・アルトゥーベA・ブレグマンC・コレアM・ゴンザレスG・スプリンガーJ・レディックT・ホワイト | 7                        | 二                       | I・キンズラー            | 右                       | D・プライスC・バスケスS・ピアースI・キンズラーR・デバースX・ボガーツA・ベニン · テンディJ・ブラッドリーJr.M・ベッツJ・マルティネス |
| 8                        | 捕                       | M・マルドナード          | 右                       | G・コールM・マルドナードY・グリエルJ・アルトゥーベA・ブレグマンC・コレアM・ゴンザレスG・スプリンガーJ・レディックT・ホワイト | 8                        | 中                       | J・ブラッドリーJr.       | 左                       | D・プライスC・バスケスS・ピアースI・キンズラーR・デバースX・ボガーツA・ベニン · テンディJ・ブラッドリーJr.M・ベッツJ・マルティネス |
| 9                        | 右                       | J・レディック            | 左                       | G・コールM・マルドナードY・グリエルJ・アルトゥーベA・ブレグマンC・コレアM・ゴンザレスG・スプリンガーJ・レディックT・ホワイト | 9                        | 捕                       | C・バスケス              | 右                       | D・プライスC・バスケスS・ピアースI・キンズラーR・デバースX・ボガーツA・ベニン · テンディJ・ブラッドリーJr.M・ベッツJ・マルティネス |
| 先発投手                 | 先発投手                 | 先発投手                 | 投球                     | G・コールM・マルドナードY・グリエルJ・アルトゥーベA・ブレグマンC・コレアM・ゴンザレスG・スプリンガーJ・レディックT・ホワイト | 先発投手                 | 先発投手                 | 先発投手                 | 投球                     | D・プライスC・バスケスS・ピアースI・キンズラーR・デバースX・ボガーツA・ベニン · テンディJ・ブラッドリーJr.M・ベッツJ・マルティネス |
| G・コール                | G・コール                | G・コール                | 右                       | G・コールM・マルドナードY・グリエルJ・アルトゥーベA・ブレグマンC・コレアM・ゴンザレスG・スプリンガーJ・レディックT・ホワイト | D・プライス              | D・プライス              | D・プライス              | 左                       | D・プライスC・バスケスS・ピアースI・キンズラーR・デバースX・ボガーツA・ベニン · テンディJ・ブラッドリーJr.M・ベッツJ・マルティネス |

### 第3戦 10月16日
- ミニッツメイド・パーク（テキサス州ヒューストン）

|                          | 1 | 2 | 3 | 4 | 5 | 6 | 7 | 8 | 9 | R | H | E |
| ------------------------ | - | - | - | - | - | - | - | - | - | - | - | - |
| ボストン・レッドソックス | 2 | 0 | 0 | 0 | 0 | 1 | 0 | 5 | 0 | 8 | 9 | 0 |
| ヒューストン・アストロズ | 1 | 0 | 0 | 0 | 1 | 0 | 0 | 0 | 0 | 2 | 7 | 0 |

1. 勝利：ネイサン・イオバルディ（1勝）
2. 敗戦：ジョー・スミス（1敗）
3. 本塁打
BOS：スティーブ・ピアース1号ソロ、ジャッキー・ブラッドリー・ジュニア1号満塁
4. 審判
［球審］ジョー・ウェスト
［塁審］一塁: マーク・カールソン、二塁: クリス・グッチオーネ、三塁: マーク・ウェグナー
［外審］左翼: ビル・ミラー、右翼: ビック・カラパッツァ
5. 試合開始時刻: 中部夏時間（UTC-5）午後4時10分  試合時間: 3時間52分  観客: 4万3102人  気温: 63°F（17.2°C）
詳細: MLB.com Gameday / ESPN.com / Baseball-Reference.com / Fangraphs

| ボストン・レッドソックス | ボストン・レッドソックス | ボストン・レッドソックス | ボストン・レッドソックス | ボストン・レッドソックス | ヒューストン・アストロズ | ヒューストン・アストロズ | ヒューストン・アストロズ | ヒューストン・アストロズ | ヒューストン・アストロズ                                                                                                   |
| ------------------------ | ------------------------ | ------------------------ | ------------------------ | --- | ------------------------ | ------------------------ | ------------------------ | ------------------------ | --- |
| 打順                     | 守備                     | 選手                     | 打席                     | N・イオバルディC・バスケスS・ピアースI・キンズラーE・ヌニェスX・ボガーツA・ベニン · テンディJ・ブラッドリーJr.M・ベッツJ・マルティネス | 打順                     | 守備                     | 選手                     | 打席                     | D・カイケルB・マッキャンY・グリエルM・ゴンザレスA・ブレグマンC・コレアT・ケンプG・スプリンガーJ・レディックJ・アルトゥーベ |
| 1                        | 右                       | M・ベッツ                | 右                       | N・イオバルディC・バスケスS・ピアースI・キンズラーE・ヌニェスX・ボガーツA・ベニン · テンディJ・ブラッドリーJr.M・ベッツJ・マルティネス | 1                        | 中                       | G・スプリンガー          | 右                       | D・カイケルB・マッキャンY・グリエルM・ゴンザレスA・ブレグマンC・コレアT・ケンプG・スプリンガーJ・レディックJ・アルトゥーベ |
| 2                        | 左                       | A・ベニンテンディ        | 左                       | N・イオバルディC・バスケスS・ピアースI・キンズラーE・ヌニェスX・ボガーツA・ベニン · テンディJ・ブラッドリーJr.M・ベッツJ・マルティネス | 2                        | DH                       | J・アルトゥーベ          | 右                       | D・カイケルB・マッキャンY・グリエルM・ゴンザレスA・ブレグマンC・コレアT・ケンプG・スプリンガーJ・レディックJ・アルトゥーベ |
| 3                        | DH                       | J・マルティネス          | 右                       | N・イオバルディC・バスケスS・ピアースI・キンズラーE・ヌニェスX・ボガーツA・ベニン · テンディJ・ブラッドリーJr.M・ベッツJ・マルティネス | 3                        | 三                       | A・ブレグマン            | 右                       | D・カイケルB・マッキャンY・グリエルM・ゴンザレスA・ブレグマンC・コレアT・ケンプG・スプリンガーJ・レディックJ・アルトゥーベ |
| 4                        | 遊                       | X・ボガーツ              | 右                       | N・イオバルディC・バスケスS・ピアースI・キンズラーE・ヌニェスX・ボガーツA・ベニン · テンディJ・ブラッドリーJr.M・ベッツJ・マルティネス | 4                        | 一                       | Y・グリエル              | 右                       | D・カイケルB・マッキャンY・グリエルM・ゴンザレスA・ブレグマンC・コレアT・ケンプG・スプリンガーJ・レディックJ・アルトゥーベ |
| 5                        | 一                       | S・ピアース              | 右                       | N・イオバルディC・バスケスS・ピアースI・キンズラーE・ヌニェスX・ボガーツA・ベニン · テンディJ・ブラッドリーJr.M・ベッツJ・マルティネス | 5                        | 二                       | M・ゴンザレス            | 両                       | D・カイケルB・マッキャンY・グリエルM・ゴンザレスA・ブレグマンC・コレアT・ケンプG・スプリンガーJ・レディックJ・アルトゥーベ |
| 6                        | 三                       | E・ヌニェス              | 右                       | N・イオバルディC・バスケスS・ピアースI・キンズラーE・ヌニェスX・ボガーツA・ベニン · テンディJ・ブラッドリーJr.M・ベッツJ・マルティネス | 6                        | 右                       | J・レディック            | 左                       | D・カイケルB・マッキャンY・グリエルM・ゴンザレスA・ブレグマンC・コレアT・ケンプG・スプリンガーJ・レディックJ・アルトゥーベ |
| 7                        | 二                       | I・キンズラー            | 右                       | N・イオバルディC・バスケスS・ピアースI・キンズラーE・ヌニェスX・ボガーツA・ベニン · テンディJ・ブラッドリーJr.M・ベッツJ・マルティネス | 7                        | 遊                       | C・コレア                | 右                       | D・カイケルB・マッキャンY・グリエルM・ゴンザレスA・ブレグマンC・コレアT・ケンプG・スプリンガーJ・レディックJ・アルトゥーベ |
| 8                        | 捕                       | C・バスケス              | 右                       | N・イオバルディC・バスケスS・ピアースI・キンズラーE・ヌニェスX・ボガーツA・ベニン · テンディJ・ブラッドリーJr.M・ベッツJ・マルティネス | 8                        | 捕                       | B・マッキャン            | 左                       | D・カイケルB・マッキャンY・グリエルM・ゴンザレスA・ブレグマンC・コレアT・ケンプG・スプリンガーJ・レディックJ・アルトゥーベ |
| 9                        | 中                       | J・ブラッドリーJr.       | 左                       | N・イオバルディC・バスケスS・ピアースI・キンズラーE・ヌニェスX・ボガーツA・ベニン · テンディJ・ブラッドリーJr.M・ベッツJ・マルティネス | 9                        | 左                       | T・ケンプ                | 左                       | D・カイケルB・マッキャンY・グリエルM・ゴンザレスA・ブレグマンC・コレアT・ケンプG・スプリンガーJ・レディックJ・アルトゥーベ |
| 先発投手                 | 先発投手                 | 先発投手                 | 投球                     | N・イオバルディC・バスケスS・ピアースI・キンズラーE・ヌニェスX・ボガーツA・ベニン · テンディJ・ブラッドリーJr.M・ベッツJ・マルティネス | 先発投手                 | 先発投手                 | 先発投手                 | 投球                     | D・カイケルB・マッキャンY・グリエルM・ゴンザレスA・ブレグマンC・コレアT・ケンプG・スプリンガーJ・レディックJ・アルトゥーベ |
| N・イオバルディ          | N・イオバルディ          | N・イオバルディ          | 右                       | N・イオバルディC・バスケスS・ピアースI・キンズラーE・ヌニェスX・ボガーツA・ベニン · テンディJ・ブラッドリーJr.M・ベッツJ・マルティネス | D・カイケル              | D・カイケル              | D・カイケル              | 左                       | D・カイケルB・マッキャンY・グリエルM・ゴンザレスA・ブレグマンC・コレアT・ケンプG・スプリンガーJ・レディックJ・アルトゥーベ |

### 第4戦 10月17日
- ミニッツメイド・パーク（テキサス州ヒューストン）

|                          | 1 | 2 | 3 | 4 | 5 | 6 | 7 | 8 | 9 | R | H  | E |
| ------------------------ | - | - | - | - | - | - | - | - | - | - | -- | - |
| ボストン・レッドソックス | 2 | 0 | 1 | 0 | 1 | 2 | 1 | 1 | 0 | 8 | 11 | 1 |
| ヒューストン・アストロズ | 0 | 1 | 2 | 1 | 1 | 0 | 0 | 1 | 0 | 6 | 13 | 0 |

1. 勝利：ジョー・ケリー（1勝1敗）
2. セーブ：クレイグ・キンブレル（2S）
3. 敗戦：ジョシュ・ジェームズ（1敗）
4. 本塁打
BOS：ジャッキー・ブラッドリー・ジュニア2号2ラン
HOU：ジョージ・スプリンガー1号ソロ、トニー・ケンプ1号ソロ
5. 審判
［球審］マーク・カールソン
［塁審］一塁: クリス・グッチオーネ、二塁: マーク・ウェグナー、三塁: ビル・ミラー
［外審］左翼: ビック・カラパッツァ、右翼: ジョー・ウェスト
6. 試合開始時刻: 中部夏時間（UTC-5）午後7時40分  試合時間: 4時間33分  観客: 4万3277人  気温: 65°F（18.3°C）
詳細: MLB.com Gameday / ESPN.com / Baseball-Reference.com / Fangraphs

| ボストン・レッドソックス | ボストン・レッドソックス | ボストン・レッドソックス | ボストン・レッドソックス | ボストン・レッドソックス | ヒューストン・アストロズ | ヒューストン・アストロズ | ヒューストン・アストロズ | ヒューストン・アストロズ | ヒューストン・アストロズ |
| ------------------------ | ------------------------ | ------------------------ | ------------------------ | --- | ------------------------ | ------------------------ | ------------------------ | ------------------------ | --- |
| 打順                     | 守備                     | 選手                     | 打席                     | R・ポーセロC・バスケスS・ピアースB・ホルトR・デバースX・ボガーツA・ベニン · テンディJ・ブラッドリーJr.M・ベッツJ・マルティネス | 打順                     | 守備                     | 選手                     | 打席                     | C・モートンM・マルドナードY・グリエルM・ゴンザレスA・ブレグマンC・コレアT・ケンプG・スプリンガーJ・レディックJ・アルトゥーベ |
| 1                        | 右                       | M・ベッツ                | 右                       | R・ポーセロC・バスケスS・ピアースB・ホルトR・デバースX・ボガーツA・ベニン · テンディJ・ブラッドリーJr.M・ベッツJ・マルティネス | 1                        | 三                       | A・ブレグマン            | 右                       | C・モートンM・マルドナードY・グリエルM・ゴンザレスA・ブレグマンC・コレアT・ケンプG・スプリンガーJ・レディックJ・アルトゥーベ |
| 2                        | 左                       | A・ベニンテンディ        | 左                       | R・ポーセロC・バスケスS・ピアースB・ホルトR・デバースX・ボガーツA・ベニン · テンディJ・ブラッドリーJr.M・ベッツJ・マルティネス | 2                        | 中                       | G・スプリンガー          | 右                       | C・モートンM・マルドナードY・グリエルM・ゴンザレスA・ブレグマンC・コレアT・ケンプG・スプリンガーJ・レディックJ・アルトゥーベ |
| 3                        | DH                       | J・マルティネス          | 右                       | R・ポーセロC・バスケスS・ピアースB・ホルトR・デバースX・ボガーツA・ベニン · テンディJ・ブラッドリーJr.M・ベッツJ・マルティネス | 3                        | DH                       | J・アルトゥーベ          | 右                       | C・モートンM・マルドナードY・グリエルM・ゴンザレスA・ブレグマンC・コレアT・ケンプG・スプリンガーJ・レディックJ・アルトゥーベ |
| 4                        | 遊                       | X・ボガーツ              | 右                       | R・ポーセロC・バスケスS・ピアースB・ホルトR・デバースX・ボガーツA・ベニン · テンディJ・ブラッドリーJr.M・ベッツJ・マルティネス | 4                        | 二                       | M・ゴンザレス            | 両                       | C・モートンM・マルドナードY・グリエルM・ゴンザレスA・ブレグマンC・コレアT・ケンプG・スプリンガーJ・レディックJ・アルトゥーベ |
| 5                        | 三                       | R・デバース              | 右                       | R・ポーセロC・バスケスS・ピアースB・ホルトR・デバースX・ボガーツA・ベニン · テンディJ・ブラッドリーJr.M・ベッツJ・マルティネス | 5                        | 一                       | Y・グリエル              | 右                       | C・モートンM・マルドナードY・グリエルM・ゴンザレスA・ブレグマンC・コレアT・ケンプG・スプリンガーJ・レディックJ・アルトゥーベ |
| 6                        | 一                       | S・ピアース              | 右                       | R・ポーセロC・バスケスS・ピアースB・ホルトR・デバースX・ボガーツA・ベニン · テンディJ・ブラッドリーJr.M・ベッツJ・マルティネス | 6                        | 右                       | J・レディック            | 左                       | C・モートンM・マルドナードY・グリエルM・ゴンザレスA・ブレグマンC・コレアT・ケンプG・スプリンガーJ・レディックJ・アルトゥーベ |
| 7                        | 二                       | B・ホルト                | 左                       | R・ポーセロC・バスケスS・ピアースB・ホルトR・デバースX・ボガーツA・ベニン · テンディJ・ブラッドリーJr.M・ベッツJ・マルティネス | 7                        | 遊                       | C・コレア                | 右                       | C・モートンM・マルドナードY・グリエルM・ゴンザレスA・ブレグマンC・コレアT・ケンプG・スプリンガーJ・レディックJ・アルトゥーベ |
| 8                        | 捕                       | C・バスケス              | 右                       | R・ポーセロC・バスケスS・ピアースB・ホルトR・デバースX・ボガーツA・ベニン · テンディJ・ブラッドリーJr.M・ベッツJ・マルティネス | 8                        | 捕                       | M・マルドナード          | 右                       | C・モートンM・マルドナードY・グリエルM・ゴンザレスA・ブレグマンC・コレアT・ケンプG・スプリンガーJ・レディックJ・アルトゥーベ |
| 9                        | 中                       | J・ブラッドリーJr.       | 左                       | R・ポーセロC・バスケスS・ピアースB・ホルトR・デバースX・ボガーツA・ベニン · テンディJ・ブラッドリーJr.M・ベッツJ・マルティネス | 9                        | 左                       | T・ケンプ                | 左                       | C・モートンM・マルドナードY・グリエルM・ゴンザレスA・ブレグマンC・コレアT・ケンプG・スプリンガーJ・レディックJ・アルトゥーベ |
| 先発投手                 | 先発投手                 | 先発投手                 | 投球                     | R・ポーセロC・バスケスS・ピアースB・ホルトR・デバースX・ボガーツA・ベニン · テンディJ・ブラッドリーJr.M・ベッツJ・マルティネス | 先発投手                 | 先発投手                 | 先発投手                 | 投球                     | C・モートンM・マルドナードY・グリエルM・ゴンザレスA・ブレグマンC・コレアT・ケンプG・スプリンガーJ・レディックJ・アルトゥーベ |
| R・ポーセロ              | R・ポーセロ              | R・ポーセロ              | 右                       | R・ポーセロC・バスケスS・ピアースB・ホルトR・デバースX・ボガーツA・ベニン · テンディJ・ブラッドリーJr.M・ベッツJ・マルティネス | C・モートン              | C・モートン              | C・モートン              | 右                       | C・モートンM・マルドナードY・グリエルM・ゴンザレスA・ブレグマンC・コレアT・ケンプG・スプリンガーJ・レディックJ・アルトゥーベ |

### 第5戦 10月18日
- ミニッツメイド・パーク（テキサス州ヒューストン）

|                          | 1 | 2 | 3 | 4 | 5 | 6 | 7 | 8 | 9 | R | H | E |
| ------------------------ | - | - | - | - | - | - | - | - | - | - | - | - |
| ボストン・レッドソックス | 0 | 0 | 1 | 0 | 0 | 3 | 0 | 0 | 0 | 4 | 8 | 0 |
| ヒューストン・アストロズ | 0 | 0 | 0 | 0 | 0 | 0 | 1 | 0 | 0 | 1 | 5 | 1 |

1. 勝利：デビッド・プライス（1勝）
2. セーブ：クレイグ・キンブレル（3S）
3. 敗戦：ジャスティン・バーランダー（1勝1敗）
4. 本塁打
BOS：J.D.マルティネス1号ソロ、ラファエル・デバース1号3ラン
HOU：マーウィン・ゴンザレス2号ソロ
5. 審判
［球審］クリス・グッチオーネ
［塁審］一塁: マーク・ウェグナー、二塁: ビル・ミラー、三塁: ビック・カラパッツァ
［外審］左翼: ジョー・ウェスト、右翼: マーク・カールソン
6. 試合開始時刻: 中部夏時間（UTC-5）午後7時10分  試合時間: 3時間32分  観客: 4万3210人  気温: 67°F（19.4°C）
詳細: MLB.com Gameday / ESPN.com / Baseball-Reference.com / Fangraphs

| ボストン・レッドソックス | ボストン・レッドソックス | ボストン・レッドソックス | ボストン・レッドソックス | ボストン・レッドソックス | ヒューストン・アストロズ | ヒューストン・アストロズ | ヒューストン・アストロズ | ヒューストン・アストロズ | ヒューストン・アストロズ |
| ------------------------ | ------------------------ | ------------------------ | ------------------------ | --- | ------------------------ | ------------------------ | ------------------------ | ------------------------ | --- |
| 打順                     | 守備                     | 選手                     | 打席                     | D・プライスC・バスケスM・モアランドI・キンズラーR・デバースX・ボガーツA・ベニン · テンディJ・ブラッドリーJr.M・ベッツJ・マルティネス | 打順                     | 守備                     | 選手                     | 打席                     | J・バーランダーM・マルドナードY・グリエルM・ゴンザレスA・ブレグマンC・コレアT・ケンプJ・マリスニックG・スプリンガーJ・アルトゥーベ |
| 1                        | 右                       | M・ベッツ                | 右                       | D・プライスC・バスケスM・モアランドI・キンズラーR・デバースX・ボガーツA・ベニン · テンディJ・ブラッドリーJr.M・ベッツJ・マルティネス | 1                        | 三                       | A・ブレグマン            | 右                       | J・バーランダーM・マルドナードY・グリエルM・ゴンザレスA・ブレグマンC・コレアT・ケンプJ・マリスニックG・スプリンガーJ・アルトゥーベ |
| 2                        | 左                       | A・ベニンテンディ        | 左                       | D・プライスC・バスケスM・モアランドI・キンズラーR・デバースX・ボガーツA・ベニン · テンディJ・ブラッドリーJr.M・ベッツJ・マルティネス | 2                        | 右                       | G・スプリンガー          | 右                       | J・バーランダーM・マルドナードY・グリエルM・ゴンザレスA・ブレグマンC・コレアT・ケンプJ・マリスニックG・スプリンガーJ・アルトゥーベ |
| 3                        | DH                       | J・マルティネス          | 右                       | D・プライスC・バスケスM・モアランドI・キンズラーR・デバースX・ボガーツA・ベニン · テンディJ・ブラッドリーJr.M・ベッツJ・マルティネス | 3                        | DH                       | J・アルトゥーベ          | 右                       | J・バーランダーM・マルドナードY・グリエルM・ゴンザレスA・ブレグマンC・コレアT・ケンプJ・マリスニックG・スプリンガーJ・アルトゥーベ |
| 4                        | 遊                       | X・ボガーツ              | 右                       | D・プライスC・バスケスM・モアランドI・キンズラーR・デバースX・ボガーツA・ベニン · テンディJ・ブラッドリーJr.M・ベッツJ・マルティネス | 4                        | 遊                       | C・コレア                | 右                       | J・バーランダーM・マルドナードY・グリエルM・ゴンザレスA・ブレグマンC・コレアT・ケンプJ・マリスニックG・スプリンガーJ・アルトゥーベ |
| 5                        | 一                       | M・モアランド            | 左                       | D・プライスC・バスケスM・モアランドI・キンズラーR・デバースX・ボガーツA・ベニン · テンディJ・ブラッドリーJr.M・ベッツJ・マルティネス | 5                        | 一                       | Y・グリエル              | 右                       | J・バーランダーM・マルドナードY・グリエルM・ゴンザレスA・ブレグマンC・コレアT・ケンプJ・マリスニックG・スプリンガーJ・アルトゥーベ |
| 6                        | 二                       | I・キンズラー            | 右                       | D・プライスC・バスケスM・モアランドI・キンズラーR・デバースX・ボガーツA・ベニン · テンディJ・ブラッドリーJr.M・ベッツJ・マルティネス | 6                        | 二                       | M・ゴンザレス            | 両                       | J・バーランダーM・マルドナードY・グリエルM・ゴンザレスA・ブレグマンC・コレアT・ケンプJ・マリスニックG・スプリンガーJ・アルトゥーベ |
| 7                        | 三                       | R・デバース              | 右                       | D・プライスC・バスケスM・モアランドI・キンズラーR・デバースX・ボガーツA・ベニン · テンディJ・ブラッドリーJr.M・ベッツJ・マルティネス | 7                        | 左                       | T・ケンプ                | 左                       | J・バーランダーM・マルドナードY・グリエルM・ゴンザレスA・ブレグマンC・コレアT・ケンプJ・マリスニックG・スプリンガーJ・アルトゥーベ |
| 8                        | 捕                       | C・バスケス              | 右                       | D・プライスC・バスケスM・モアランドI・キンズラーR・デバースX・ボガーツA・ベニン · テンディJ・ブラッドリーJr.M・ベッツJ・マルティネス | 8                        | 捕                       | M・マルドナード          | 右                       | J・バーランダーM・マルドナードY・グリエルM・ゴンザレスA・ブレグマンC・コレアT・ケンプJ・マリスニックG・スプリンガーJ・アルトゥーベ |
| 9                        | 中                       | J・ブラッドリーJr.       | 左                       | D・プライスC・バスケスM・モアランドI・キンズラーR・デバースX・ボガーツA・ベニン · テンディJ・ブラッドリーJr.M・ベッツJ・マルティネス | 9                        | 中                       | J・マリスニック          | 右                       | J・バーランダーM・マルドナードY・グリエルM・ゴンザレスA・ブレグマンC・コレアT・ケンプJ・マリスニックG・スプリンガーJ・アルトゥーベ |
| 先発投手                 | 先発投手                 | 先発投手                 | 投球                     | D・プライスC・バスケスM・モアランドI・キンズラーR・デバースX・ボガーツA・ベニン · テンディJ・ブラッドリーJr.M・ベッツJ・マルティネス | 先発投手                 | 先発投手                 | 先発投手                 | 投球                     | J・バーランダーM・マルドナードY・グリエルM・ゴンザレスA・ブレグマンC・コレアT・ケンプJ・マリスニックG・スプリンガーJ・アルトゥーベ |
| D・プライス              | D・プライス              | D・プライス              | 左                       | D・プライスC・バスケスM・モアランドI・キンズラーR・デバースX・ボガーツA・ベニン · テンディJ・ブラッドリーJr.M・ベッツJ・マルティネス | J・バーランダー          | J・バーランダー          | J・バーランダー          | 右                       | J・バーランダーM・マルドナードY・グリエルM・ゴンザレスA・ブレグマンC・コレアT・ケンプJ・マリスニックG・スプリンガーJ・アルトゥーベ |